# عزبة بسطرة
قرية عزبة بسطرة هي إحدى القرى التابعة لمركز دمنهور في محافظة البحيرة في جمهورية مصر العربية. حسب إحصاءات سنة 2006، بلغ إجمالي السكان في عزبة بسطرة 997 نسمة، منهم 514 رجل و483 امرأة.